# Cerevkî, Zhurivka
Cerevkî (în ucraineană Черевки) este o comună în raionul Zhurivka, regiunea Kiev, Ucraina, formată numai din satul de reședință.

## Demografie
Componența lingvistică a comunei Cerevkî
     Ucraineană (94,86%)
     Rusă (4,74%)
     Alte limbi (0,4%)
Conform recensământului din 2001, majoritatea populației comunei Cerevkî era vorbitoare de ucraineană (94,86%), existând în minoritate și vorbitori de rusă (4,74%).